# Audi A6
La Audi A6 è un'autovettura berlina di fascia alta prodotta dalla Audi e rappresenta il Segmento E della casa automobilistica tedesca. Venne presentata nella sua prima versione nel 1994 come restyling dell'ultima generazione dell'Audi 100. In seguito venne prodotta in altre quattro generazioni, delle quali la prima venne lanciata nel 1997 e l'ultima all'inizio del 2025.

## Le sei generazioni diA6

### Prima generazione (C4)
La prima serie non era altro che una Audi 100 rinominata per adeguare il modello alle nuove denominazioni decise in casa Audi, inserendola tra le A4 e A8. La numerazione interna di progetto segue addirittura quella già presente per l'antenata ed è conosciuta come C4. Veniva proposta sia nella versione berlina che in quella station wagon denominata Avant ed era dotata di propulsori sia benzina che diesel. Era disponibile sia in versione dotata di trazione anteriore che in quella a trazione integrale (Quattro). La produzione della prima serie ebbe termine nel 1997.

### Seconda generazione (C5)
Nel 1997 l'autovettura venne interamente rivista, sia esteticamente che per quanto riguarda la parte meccanica. L'intento della casa era quello di posizionarla in un segmento di mercato più elevato rispetto a quello precedente, quello fino a quel momento dominato da veicoli come la BMW Serie 5 e la Mercedes-Benz Classe E.
Le nuove modifiche di carrozzeria ebbero un buon riscontro anche sotto il punto di vista del coefficiente di resistenza aerodinamica: la nuova A6 raggiungeva infatti il buon valore di 0,28 cx.
La gamma delle versioni comprendeva sempre le versioni berlina e station wagon coi due tipi di trazione diversi, anteriore o integrale. Ne venne prodotta anche una versione speciale, molto sportiva, la RS6.

### Terza generazione (C6)
La nuova serie, ridisegnata da Walter De Silva (su cui è stata introdotta la calandra Single Frame), si differenzia da quella precedente anche per un aumento delle misure di ingombro esterne; la lunghezza della versione berlina arriva ora a 4,93 m. La vettura entra nel mercato a metà del 2004, Si differenzia negli interni dalla versione precedente per la scelta di orientare la plancia leggermente verso il guidatore, utilizzando un disegno a forma di 7. Riguardo alla sicurezza l'ultima serie della A6 ha raggiunto le cinque stelle nel crash test dell'EuroNCAP, mentre la versione precedente nel 1998 si era fermata a tre.
Come per le serie precedenti rimangono in listino le classiche versioni berlina e station wagon a cui si affianca anche una versione derivata, la Allroad con impostazione fuoristradistica. Presente anche una versione sportiva, la nuova S6 equipaggiata di un motore V10 da 435 cavalli, perfettamente a metà tra i 450 della S8 e i 420 della RS4. Nel 2008 arriva anche la RS6 che con il suo propulsore 10 cilindri a V da 5,0 litri eroga 580 CV tra 6.250 e 6.700 giri, mentre la coppia massima è di 650 Nm tra i 1.500 ed i 6.500 giri. L'RS6 scatta da 0 a 100 km/h in circa 4,4 secondi, e raggiunge i 200 km/h in 13,6 secondi. La velocità massima è limitata a 250 km/h, ma a richiesta insieme alla copertura in carbonio del motore, si può richiedere lo sblocco fino a 280 km/h. Oltre al cambio automatico tiptronic vengono forniti anche il cambio multitronic ed Stronic (evoluzione del DSG).

### Quarta generazione (C7)
La nuova serie è una derivazione della A7 proponendo forme a metà strada tra la A4 e la A8 rafforzate da accenti più sportivi, come il bordo sulla spalla e l'accenno di spoiler sul cofano posteriore, senza tuttavia intaccare minimamente la sua identità di berlina di rappresentanza con i tre volumi ben definiti e le superfici della carrozzeria, lisce e raccordate.
Le maggiori novità arrivano dalla scocca che deriva da quella della A7 ed è composta di acciai alto resistenziali, usati in spessori differenziati e modellati a caldo, e per il 20% in alluminio utilizzato strutturalmente per i montanti delle sospensioni anteriori, la culla del motore e le zone di assorbimento dietro i paraurti. Anche i parafanghi anteriori, il cofano motore, il cofano bagagli e le portiere, ma anche la zona della cappelliera e della paratia del portabagagli sono di alluminio.
Estremamente curata l'aerodinamica sia dal punto di vista dell'efficienza (cx: 0,26 con superficie frontale di 2,3 m²) sia di quello del comfort al cui miglioramento contribuisce anche il comportamento vibrazionale della scocca che, rispetto a una analoga tutta in acciaio, pesa il 15% in meno.
I propulsori sono forniti del sistema Start&Stop.

### Quinta generazione (C8)
L'Audi A6 C8 è la quinta generazione dell'Audi A6, autovettura prodotta a partire dal 2018.

### Sesta generazione (C9)
All'inizio del 2025 viene presentata e lanciata sul mercato la sesta generazione dell'A6, denominata C9.

## Galleria fotografica
|            | Audi A6 C4 | Audi A6 C5 | Audi A6 C6 | Audi A6 C7 | Audi A6 C8 |
| ---------- | ---------- | ---------- | ---------- | ---------- | ---------- |
| Produzione | 1994-1997  | 1997-04    | 2004-12    | 2011-18    | dal 2018   |
| Berlina    |            |            |            |            |            |
| Avant      |            |            |            |            |            |